# Cendra de fons
L'anomenada cendra de fons és part del components que no es cremen durant la combustió en un forn o incineradora. En concret, és la part de la cendra que es troba enganxada a les parets laterals calentes del forn durant el seu funcionament. En un context industrial, la cendra de fons és un subproducte de la combustió de carbó i forma part de les restes de combustibles generats en la formació d'escòria. La composició de la cendra que queda un cop que s'ha cremat el carbó depèn de les impureses presents en el carbó quan va ser extret i processat per al seu ús com a combustible. Com a regla general, les companyies elèctriques tracten amb el carbó més pur possible de manera que crema més eficientment. Les impureses que no cremen redueixen l'eficiència de la combustió i afegeixen costos de funcionament i d'instal·lació.
Els majors productors de cendra de fons són plantes tèrmiques de carbó, que cremen volums elevats de carbó a l'any per generar electricitat. Hi ha diverses opcions d'eliminar les cendres de fons, que van des del reciclatge fins a l'abocador. Diversos consells assessors i grups de la indústria de defensa de tot el món promouen formes d'eliminació de cendres de fons, amb la finalitat de fer la indústria més respectuosa amb el medi ambient.
La mida del gra de la cendra de fons pot variar des de la mida del gra de sorra fina fins a la mida del gra de la grava. A diferència de la cendra de fons, la cendra que surt per la xemeneia s'anomena cendra volant i està formada per partícules més fines que la cendra de fons.
La composició química de la cendra de fols i de la cendra volant és similar, però la cendra de fols conté majors quantitats de carboni i és relativament més inerta perquè les partícules són més grans.

## Procés de generació i tractament
Les cendres de fons es formen quan les partícules de cendra s'estoven o fonen i s'adhereixen a les parets del forn i tubs de la caldera. Aquestes partícules més grans aglomeren i cauen a tremuges situades a la base del forn on són recollides.
Algunes cendres de fons es transporten en l'emmagatzematge en sec, però la majoria es transporten en humit des del fons del forn i es porten a contenidors per a fer-ne la deshidratació amb l'objectiu de millorar-ne la seva qualitat. Els metalls ferrosos (ferro, acer) i no fèrrics-(com ara alumini, coure i zinc) se separen. Els metalls ferrosos s'extreuen magnèticament i els metalls no fèrrics s'ordenen utilitzant la tècnica de corrent de Foucault, que és un fenomen que es basa en l'aplicació d'un camp magnètic variable a un conductor el qual causa un flux d'electrons o corrent dins del conductor. Les partícules de certa grandària es divideixen en una instal·lació de trituració i finalment el combustible restant també se separa.

## Aplicacions

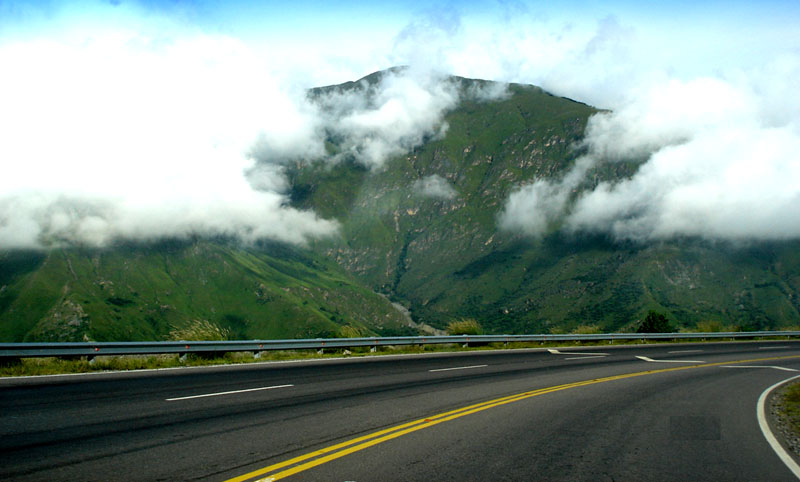
Carretera en la provincia de Jujuy, Argentina

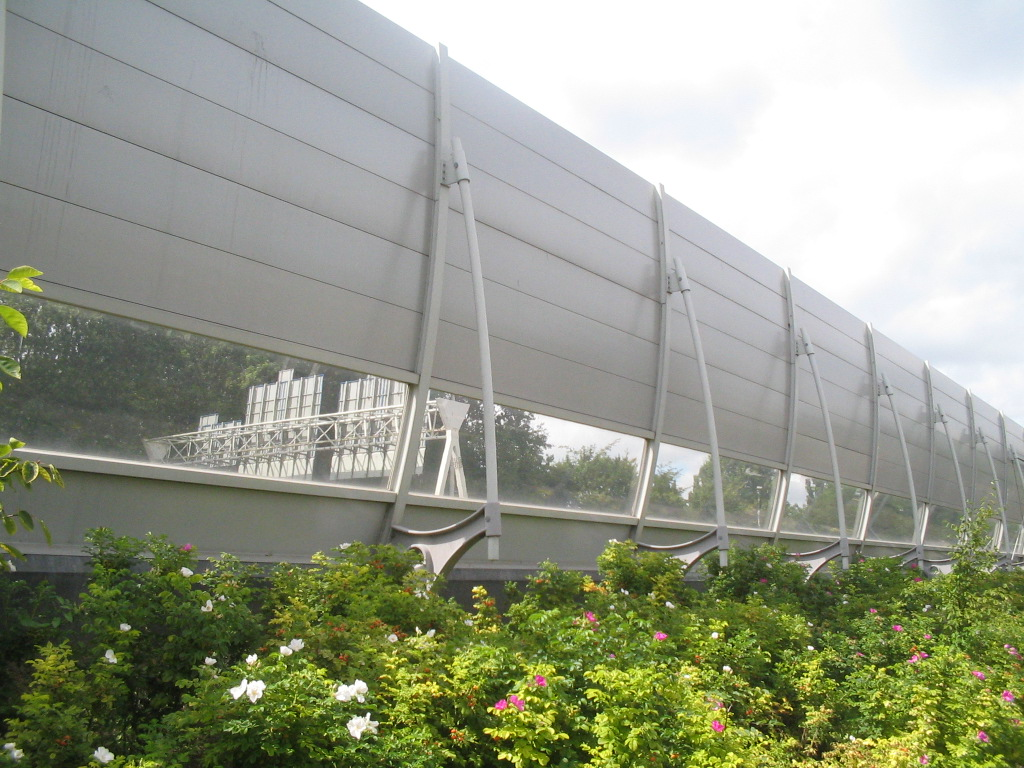
Barrera acústica als Països Baixos.

Possibles aplicacions de la cendra de pols es troben bàsicament en la construcció i en l'enginyeria civil. Dintre de la construcció l'aplicació més àmplia es troba en la construcció de carreteres, com un material de farciment, principalment en terraplens d'autopistes grans. Per altra banda, la cendra de pols s'utilitza com a base i com a material de farciment en totes les obres que impliquin grans àrees de paviment d'asfalt i on no hi ha perill de contacte directe amb l'aigua subterrània. Molts d'aquests són enormes parcs d'automòbils o grans superfícies d'emmagatzematge on es necessita material de farciment.
Una altra gran aplicació de la cendra de pols es troba en les barreres acústiques. S'utilitzen com a matèria primera en la construcció de barreres de soroll, especialment al llarg de les autopistes. Un exemple és la barrera del soroll al llarg d'1,2 quilòmetres de l'autopista A12 al De Meern als Països Baixos.
L'ús de la cendra de fons com un agregat en asfalt i formigó està encara en les primeres etapes. Per a ús com un agregat, la cendra de fons es tamisa, se separa en fraccions gruixudes i fines, es cobreix amb betum i s'afegeix a l'asfalt en lloc de graveta. El revestiment de betum elimina qualsevol perill de lixiviació i així no són necessàries altres mesures d'aïllament.
Les cendres de fons és un material excepcionalment bo per tapar els abocadors. La cendra de fons crea una capa de barrera i es col·loca a la part superior de la cel·la de farciment i actua com una capa de suport. Les cendres de fons són àmpliament considerades com un material útil i altament convenient per a aquest propòsit.